# Kellerburg

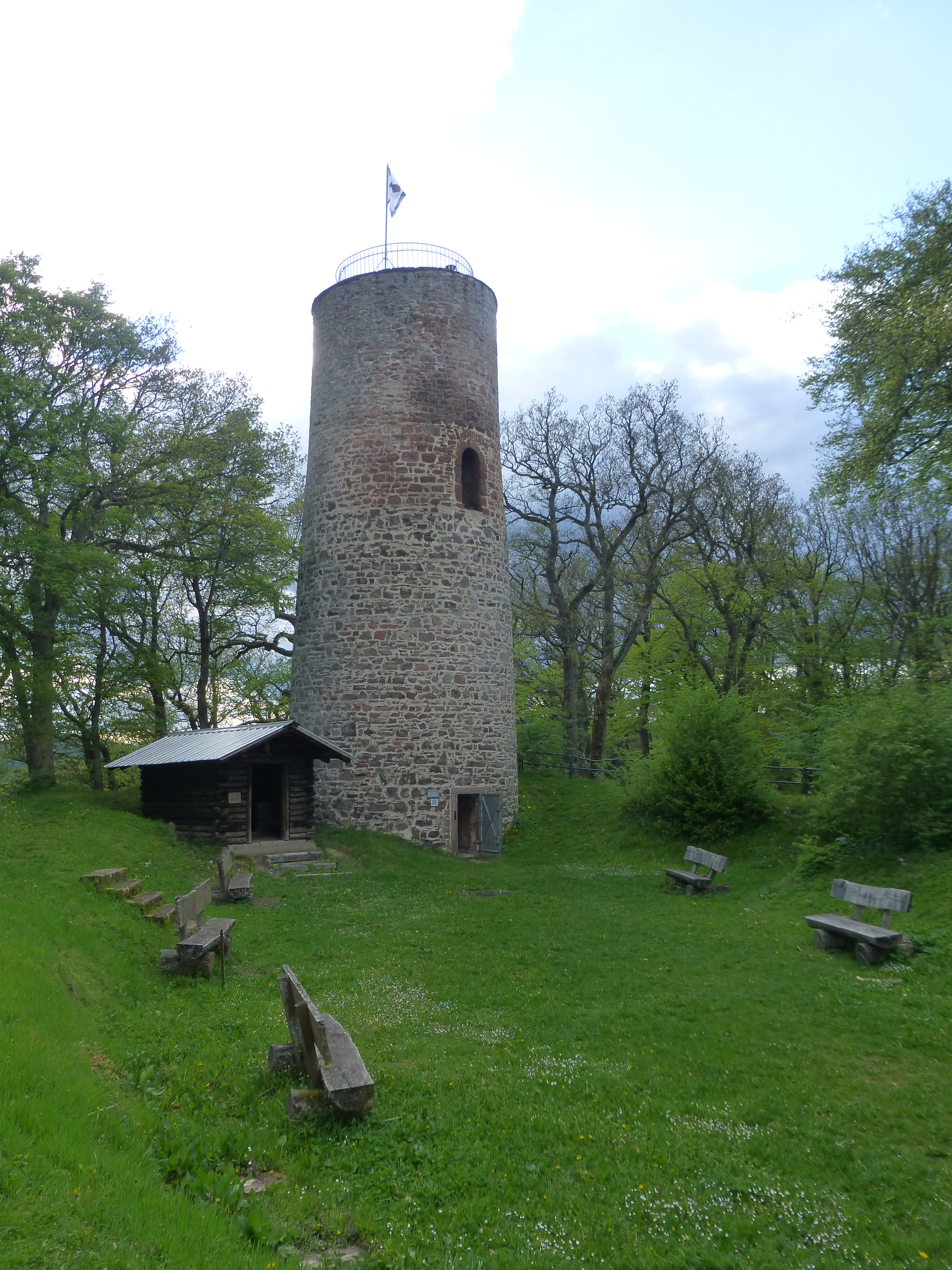
Bergfried der ehemaligen Burganlage

Die Kellerburg ist die Ruine einer Höhenburg auf dem 464 m hohen Burgberg (Kellerberg) im nördlichen Stadtgebiet von Battenberg im Landkreis Waldeck-Frankenberg in Hessen.

## Geschichte
Die Burg wurde in den Anfangsjahren des 13. Jahrhunderts von den Grafen von Battenberg erbaut, wohl während der Herrschaft des Grafen Werner I. von Battenberg und Wittgenstein oder seines Sohnes Widekind I. (Widukind), der bis 1238 regierte. Nach ihrer Fertigstellung zog Widukind aus der alten Grafenburg am hohen Talrand von Battenberg (im heutigen Pfarrhof) in die Kellerburg um. Ersterwähnung der Burg war im Jahre 1227, als die Battenberger die Kellerburg dem Ludowinger Landgrafen Heinrich Raspe IV. zu Lehen auftrugen.
Auf Grund der Lage ihrer vergleichsweise kleinen Grafschaft im Grenzbereich zwischen miteinander konkurrierenden mächtigeren Herrschaften, dem Erzstift Mainz und der thüringisch-hessischen Landgrafschaft der Ludowinger, sahen sich die Battenberger Grafen gezwungen, vorsichtig und opportunistisch zwischen beiden zu taktieren und sich je nach Sachlage mehr an die eine oder andere Seite anzulehnen, um ihr eigenes Überleben zu sichern. So trugen Widekind I. und Hermann von Battenberg, die zuvor in Abhängigkeit von Mainz gestanden hatten, schon 1227 oder 1228 die Burg (oder zumindest eine Hälfte derselben), unter Druck, dem Landgrafen Heinrich Raspe zu Lehen auf und erhielten sie von ihm als Lehen zurück; gleichzeitig wurden sie landgräfliche Burgmannen in Marburg. Schon um die gleiche Zeit (1228) fanden wiederum auch erste Verhandlungen mit Erzbischof Siegfried II. von Mainz statt bezüglich eines möglichen Verkaufs der Burg (bzw. ihrer anderen Hälfte) an das Erzstift. 1234 kam es zu erneuten Verhandlungen in dieser Sache. Ein entsprechender Vertrag vom 9. April 1234, gemäß dem Widekind I. sich verpflichtete, die Hälfte der Burgen Battenberg und Kellerburg und der dazugehörigen Stadt Battenberg und Grafschaft „Stiffe“ („Stift“) für 600 Mark an Mainz zu verkaufen, trat offensichtlich nicht in Kraft und war wohl lediglich das Ergebnis von Vorverhandlungen. Widekind betonte dabei zwar das Einverständnis seines Bruders Hermann und dessen Sohns und versprach, nach Hermanns Tod auch die Zustimmung von dessen Frau und Töchtern einzuholen, aber die Lage war nicht so einfach, nicht nur weil die Kellerburg Lehen des Landgrafen war, sondern auch weil die Erbfolge in Battenberg an die Bedingung geknüpft war, dass auch Siegfried I. von Wittgenstein mainzischer Lehnsmann wurde.
Erst im Juli 1238, nachdem die Grafschaft zwischen Widukinds Söhnen in die Grafschaften Wittgenstein und Battenberg geteilt worden war, wurde dieser Verkauf mit Erzbischof Siegfried III. durch die Brüder Widekind II. und Werner III. von Battenberg und deren Bruder Siegfried I. von Wittgenstein vollzogen, wobei die Battenberger und der Wittgensteiner jeweils ihre Hälfte an den Erzbischof verkauften. Der Verkauf hatte sich verzögert, weil eine Hälfte der Burg Siegfried von Wittgenstein gehörte und weil auch die Herren von Merenberg erbrechtliche Ansprüche auf die Burg anmelden konnten. Außerdem war eine Hälfte der Burg seit 1227/28 Lehen des Landgrafen, und die Battenberger verstießen mit dem geplanten Verkauf zumindest teilweise gegen ihre 1228 mit dem Landgrafen getroffenen Abmachungen. (Dieser hatte erhebliche Druckmittel in der Hand, nicht zuletzt, da Konrad von Thüringen, der Bruder Heinrich Raspes und Ludowinger Regent in deren hessischen Landesteilen, 1233/34 auf dem Frankenberg, inmitten des Gebiets der Grafschaft Battenberg, auf der Grenze zwischen den Gerichtsbezirken Röddenau und Geismar, eine Burg und eine Stadt hatte bauen lassen, um dem Mainzer Streben nach weiterem Territorialgewinn in diesem Raum einen Riegel vorzuschieben.)
1291 sah sich Graf Hermann II. († 1314) von Battenberg aus Geldnot gezwungen, Teile seiner Grafschaft an das Erzstift Mainz zu verkaufen: Burg und Stadt Battenberg und die Gerichte Laisa, Battenfeld und Münchhausen gingen in Mainzer Besitz über. Im Gegenzug gab ihm Mainz seine Hälfte der Kellerburg zurück, behielt sich aber das Vorkaufsrecht vor. 1296 wurde die letzte Rate aus dem Kaufvertrag von 1291 gezahlt. Da sich der kinderlose Hermann weiterhin in Finanznöten befand und das Aussterben seines Hauses abzusehen war, verkaufte er 1297 – mit Zustimmung seines Schwagers Heinrich von Waldeck und dessen Ehefrau Ida – seinen verbliebenen Anteil an der Kellerburg und der Herrschaft Battenberg mit allem Zubehör für 2000 Mark an Erzbischof Gerhard II. von Mainz. Nach Hermanns Tod im Jahre 1314 zog Mainz die kleine Grafschaft ein und ließ sie als Amt Battenberg verwalten.
Mainz benötigte Geld, um seine Auseinandersetzungen mit den Landgrafen von Hessen zu finanzieren, und schon im Jahr 1303 verpfändete Erzbischof Gerhard II. daher die Kellerburg und Burg und Stadt Battenberg an seinen Amtmann in Hessen und dem Eichsfeld, den Grafen Otto I. von Waldeck und dessen Sohn Heinrich. Nach einem Streit zwischen Waldeck und Mainz, der mit der Gefangennahme Heinrichs IV. von Waldeck durch Erzbischof Peter von Aspelt gipfelte, gab Heinrich IV. im Jahre 1308 die Kellerburg und Burg und Stadt Battenberg, sowie die Burg Gieselwerder, gegen eine entsprechende Geldzahlung wieder zurück.
1353 verpfändete der Mainzer Dompropst und Stiftsverweser Kuno II. von Falkenstein die Kellerburg sowie Burg und Stadt Battenberg an die Edelknechte und Brüder Konrad und Werner Milchling, die ihn und Erzbischof Heinrich III. von Virneburg tatkräftig gegen den Landgrafen Heinrich II. von Hessen unterstützt hatten. Bereits drei Jahre später, 1356, verpfändete Erzbischof Gerlach von Nassau die Kellerburg und Burg und Stadt Battenberg an seinen Bruder, den Grafen Johann I. von Nassau-Weilburg. Dieser verkaufte das Pfand im Jahre 1364 weiter an seinen Neffen Otto II. von Waldeck.
Ob und wann das Pfand von Mainz eingelöst wurde, ist nicht bekannt, aber es scheint nicht der Fall gewesen zu sein. 1463 wurde die Burg als Wohnanlage aufgegeben und nur noch als Materiallager genutzt. 1464 trat Erzbischof Adolf II. von Mainz das Amt Battenberg (d. h., Kellerberg, Battenberg, Rosenthal, Melnau und die Hälfte von Wetter, nebst Zubehör) und mit ihm die Kellerburg pfandweise an den Landgrafen Heinrich III. von Oberhessen für 30.000 Gulden ab, um Gelder zur Bezahlung für die während der Mainzer Stiftsfehde von 1461/62 angefallenen Kosten zu erlösen. Heinrich musste allerdings die bereits anderweitig (wohl noch immer an die Grafen von Waldeck) verpfändeten Burgen Battenberg und Kellerburg erst noch für 22.000 Gulden einlösen. Zwar wurde die etwa 40 × 25 m große Burganlage im Salbuch des „Oberfürstentums“ Marburg im Jahre 1577 noch als unversehrt bezeichnet, aber sie hatte keine eigentliche Funktion mehr und verfiel bzw. wurde als Steinbruch genutzt. Die letzten Gebäudereste, ausgenommen der Bergfried, wurden gegen Ende des 19. Jahrhunderts abgetragen. Die Steine dienten zum Bau von Häusern, Mauern und Straßen in Battenberg.

## Heutiger Zustand
Heute sind auf dem Burgberg nur noch der als Aussichtsturm restaurierte 17 Meter hohe Bergfried, Reste der Umfassungsmauer und der Wallgraben zu sehen. Dem Wallgraben ist am nordwestlichen Bergrücken noch ein Halsgraben zuzuordnen. Drei weitere nur noch in Bodenstrukturen erfassbare Objekte können der Burg zugeordnet werden:
- Eine schwache ovale Wall-Grabenanlage 100 m nordwestlich des Bergrückens (etwa 1030 m2 groß)
- Eine schwach sichtbare nahezu rechteckige Grabenanlage mit rechteckiger Bodenstruktur (Turmfundament?) 95 m östlich der Burgruine (etwa 550 m2 groß)
- Eine fast kreisrunde Grabenstruktur mit einer mittigen Bodenvertiefung (Turmfundament?) 255 m Ostnordost des Bergrückens über Battenberg (Fläche: 535 m m2, Durchmesser: 84 m)[6]

Der Turm ist von April bis September von morgens bis zur Abenddämmerung für Besucher geöffnet.  Der Aufstieg erfolgt auf einer Innentreppe mit 88 Stufen. Von der Aussichtsplattform hat man eine gute Rundsicht und bei guten Sichtverhältnissen eine Fernsicht bis zu den Marburger Lahnbergen, dem Kahlen Asten im Rothaargebirge und dem Hohen Lohr im Kellerwald. Nordwestlich ist der langgestreckte Bergrücken des Eisenberges mit den Resten einer mehrfachen vorgeschichtlichen Ringwallanlage zusehen.

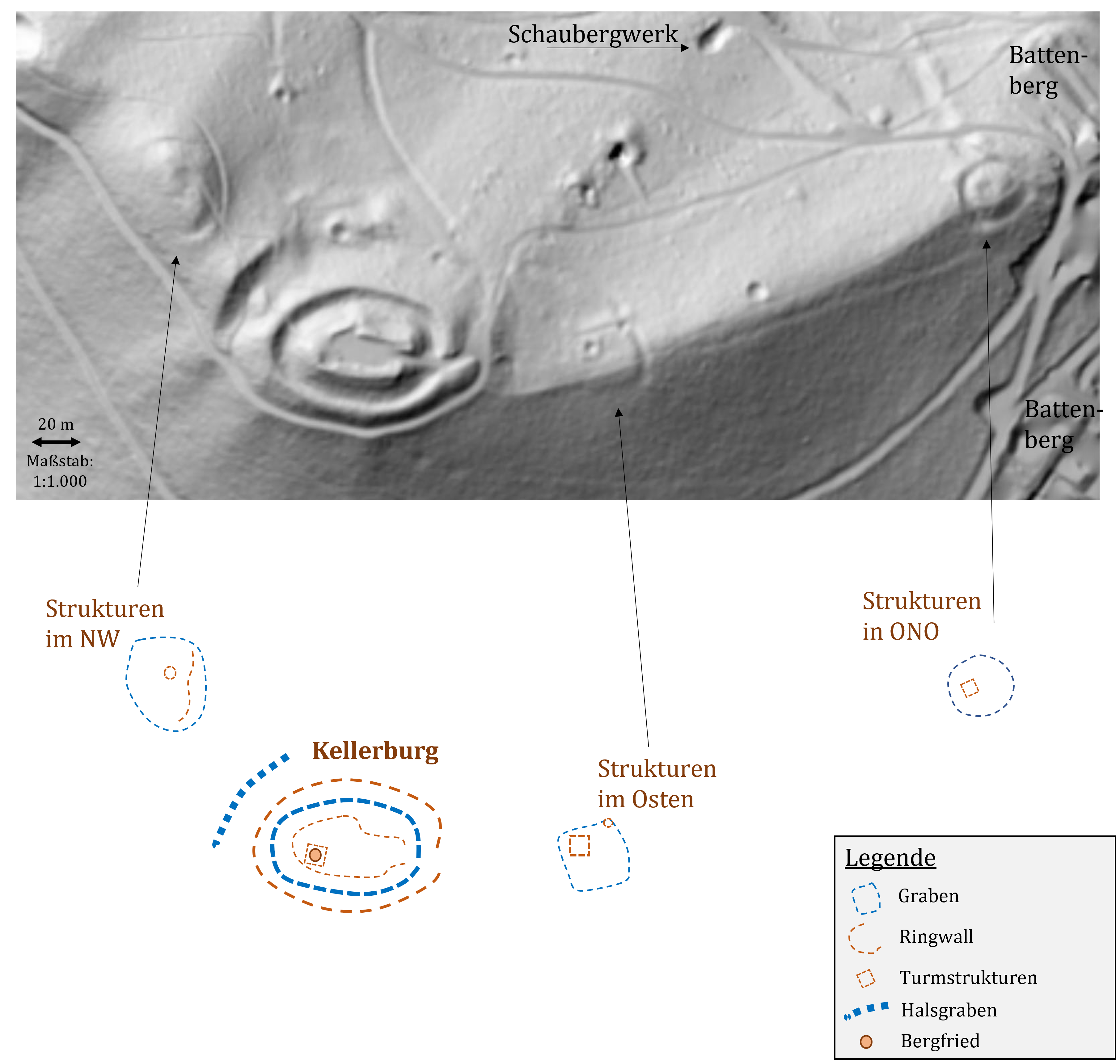
Reliefdaten und Umzeichnung Kellerburg und Umgebung
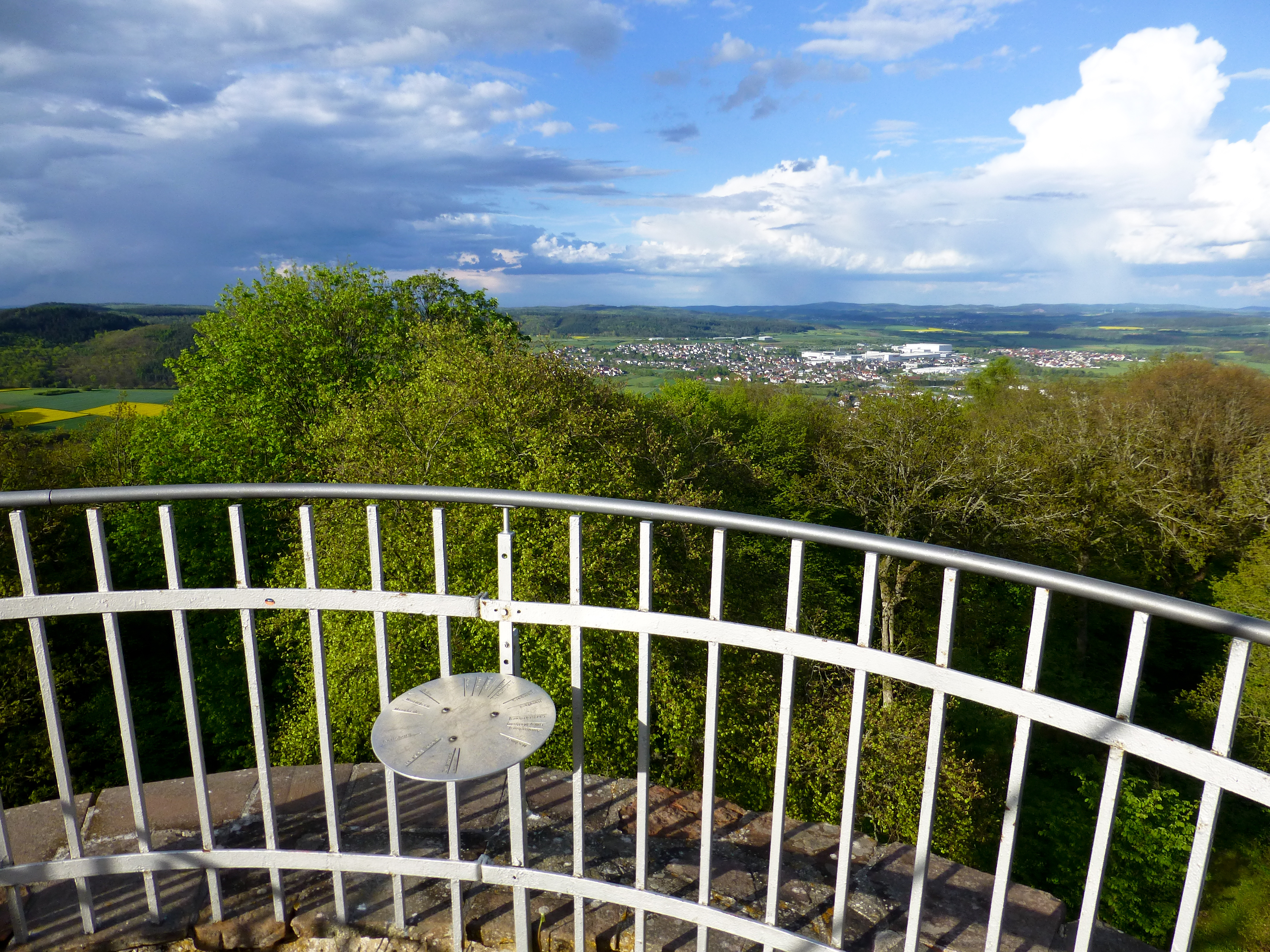
Aussicht vom Bergfried auf Allendorf
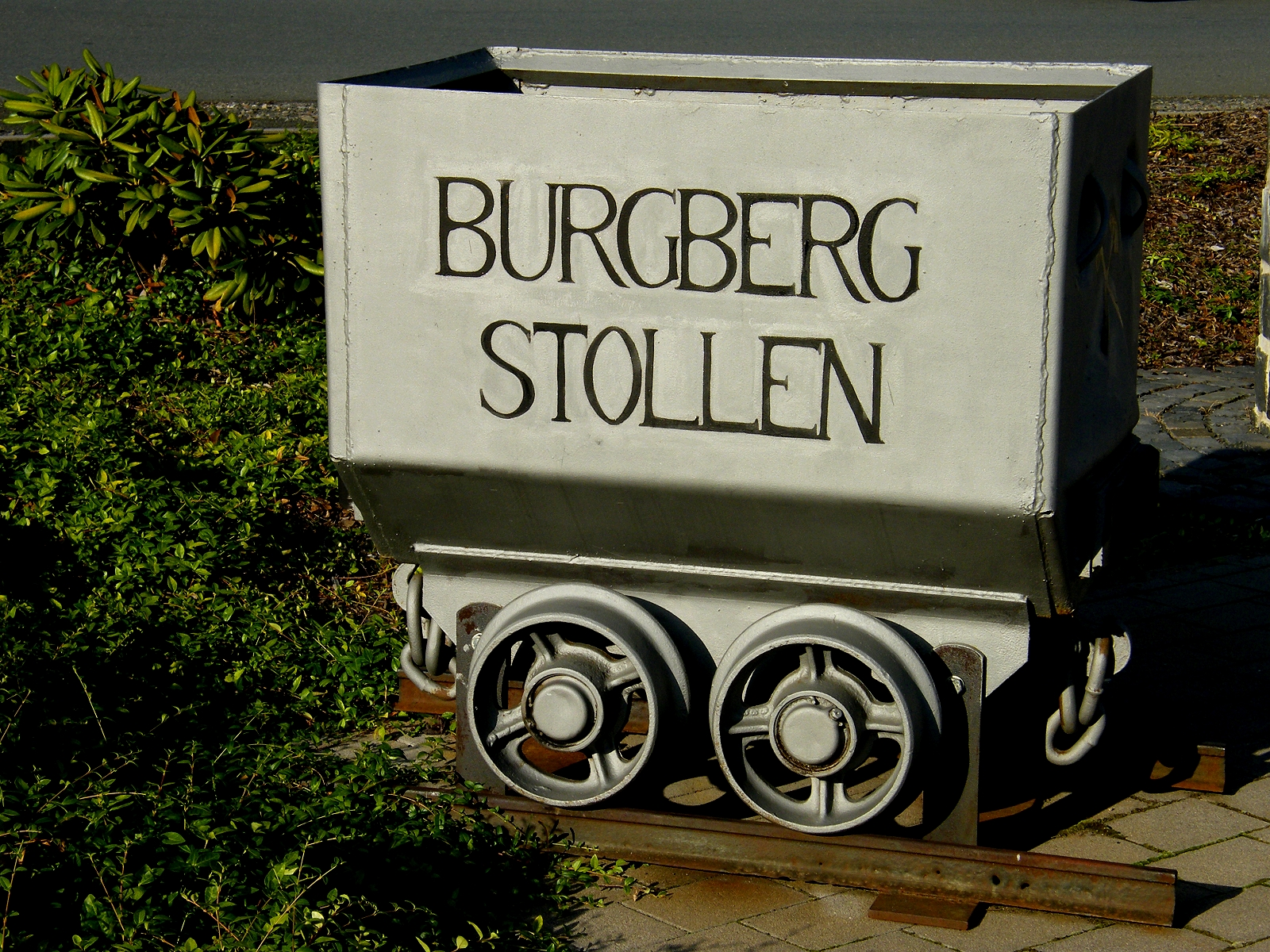
Burgbergstollen

## Besucherbergwerk
Seit dem Jahre 2000 ist ein ehemaliges Bergwerk nördlich der Burg am Fuße des Burgbergs als Besucherbergwerk zugänglich. Es ist von Mai bis September am jeweils ersten Sonntag des Monats von nachmittags 14:00 bis 17:00 Uhr nach vorheriger Anmeldung geöffnet.